# Molopopterus ishashaensis
Molopopterus ishashaensis är en insektsart som beskrevs av Einyu och M. Firoz Ahmed 1983. Molopopterus ishashaensis ingår i släktet Molopopterus och familjen dvärgstritar.
Artens utbredningsområde är Uganda. Inga underarter finns listade i Catalogue of Life.